# Antoine Bayet
Antoine Bayet est un homme politique français né le 1er septembre 1761 à Issoire (Puy-de-Dôme) et décédé le 10 décembre 1842 à Paris.
Avocat, il est ensuite président du tribunal civil d'Issoire. Il est député du Puy-de-Dôme de 1815 à 1821, siégeant au centre et soutenant les gouvernements de la Restauration. Il prend sa retraite de magistrat en 1827.

## Pour approfondir